# Миронович, Евгений Фёдорович
Евгений Фёдорович Миронович (при рождении — Тэвель Моисеевич Финкельштейн) (7 ноября 1917, Смиловичи, Игуменский уезд, ныне Червенский район, Минская область — 25 января 1980 Вилейка Минская область)) — белорусский хозяйственный деятель, заслуженный агроном БССР (1967). Депутат Депутат Верховного Совета СССР (1974—1979), Герой Социалистического Труда (1972).

## Биография
Евгений Миронович (Анатолий Финкельштейн) родился в местечке Смиловичи, сейчас Червенский район, Минская область, в бедной еврейской семье.
В 1936 году окончил Белорусскую сельскохозяйственную академию. Работал агрономом совхоза «Освобождение» Смолевичского района.
С 1939 года в Красной Армии. Участник советско-финской войны (1939—1940).
Во время Великой Отечественной войны был командиром партизанского отряда имени Ворошилова бригады имени М. В. Фрунзе, действовавшего на территории Вилейской области. Пять раз был представлен к званию Героя Советского Союза.
Во время войны, после гибели его друга, партизана Евгения Мироновича, Финкельштейн взял себе его имя имя и фамилию, выполняя свою клятву перед боевым другом.
С 1944 года — директор Любанского спиртзавода, с 1961 года — директор совхоза «Любань» Вилейского района (позже — совхоз «Любань» имени 50-летия СССР). Под его руководством совхоз вырос в крупную многоотраслевую хозяйство с высокой культурой земледелия и животноводства. За успехи в увеличении производства и заготовок сельскохозяйственной продукции ему присвоено звание Героя Социалистического Труда. Награждён орденом Ленина (1966, 1972).

Похоронен на старом городском кладбище по ул. 1 Мая в городе Вилейка. Могила включена в районный список памятников.

## Награды
- Три ордена Ленина
- Орден Октябрьской Революции
- Орден Красного Знамени
- Медали ВДНХ СССР

## Память
- Именем Мироновича названа улица в агрогородке Любань Вилейского района.
- На площади в Любани, в его честь  установлен памятный знак.